# Distretto di Zonguldak
Il distretto di Zonguldak (in turco Zonguldak ilçesi) è uno dei distretti della provincia di Zonguldak, in Turchia.